# Rákos-patak (Börzsöny)
A Rákos-patak a Börzsönyben ered, Pest vármegyében, mintegy 720 méteres tengerszint feletti magasságban. A patak forrásától kezdve nyugati irányban halad, majd eléri a Csarna-patakot.